# Чіп і Дейл — бурундучки-рятівнички (фільм)
«Чіп і Дейл — бурундучки-рятівнички» (англ. Chip 'n Dale: Rescue Rangers) — американський пригодницький комедійний художній фільм 2022 року з елементами комп'ютерної графіки, заснований на однойменному мультсеріалі, при цьому не є його перезапуском. Фільм знятий режисером Аківою Шаффером за сценарієм Дена Грегора та Дага Менда та сюжетом Баррі Шварца.
Через роки після завершення оригінального мультсеріалу Чіп та Дейл, які були в ньому акторами, дізнаються про зникнення друга. Попри колишні сварки, вони повинні об'єднатися знову, щоб протистояти змові медійних піратів.

## Синопсис
Дія відбувається у світі, де поруч живуть люди та намальовані персонажі. Ще малий бурундук Дейл переходить до іншої школи, де знайомиться з Чіпом. Вони швидко стають друзями та здобувають славу різними аматорськими виставами. Пізніше обоє вирушають до Голлівуду, де пишуть сценарій серіалу, в якому хотіли б знятися. Їм вдається створити успішний телесеріал «Чіп і Дейл — бурундучки-рятівнички», що виходив в ефір на початку 1990-х років (згадуючи це, Дейл іронізує над тим, як відрізняються характери акторів і персонажів). Але Дейлу цього здається замало, потай від Чіпа він вирішує зніматися у власному серіалі «Агент нуль-нуль Дейл». На ґрунті цього друзі сваряться та поривають стосунки.
Минає 30 років, Чіп працює страховим агентом, а Дейл став зіркою фанатських фестивалів. На одному з заходів Дейл завдяки словам Тигри (героїні «Громових котів») вирішує зателефонувати до Чіпа. Тим часом Чіпа відвідує миша Сирогриз, який заборгував гроші Банді з Долини через свою залежність від сиру. Він просить допомоги і застерігає, що намальованих персонажів за борги викрадають, змінюють їм вигляд і продають за океан — зніматися у плагіатах відомих фільмів. Несподівано Чіпа відвідує Дейл, і Чіп поспіхом іде. Згодом бурундуки дізнаються, що Сирогриза викрали та домовляються зустрітися. Детектив Еллі Стеклер виявляється великою фанаткою Чіпа й Дейла. Поліція не наважується шукати Сирогриза, тому пропонує бурундукам розслідувати справу самотужки.
Чіп і Дейл приходять до Бернсона Сировара, в якого Сирогриз купував сир, і запитують про Банду з Долини. Дізнавшись, що вони актори, Сировар відвозить обох у Моторошну долину, на фабрику, де переробляють невдалий мерчендайз. Там друзі зустрічають лідера банди, Піта Солодуна — дорослого Пітера Пена, а також його напарників гнома Боба і білого ведмедя Джиммі. Піт бідкається про те, що старий він нікому непотрібен, тому подався в кримінал — створення низькопробного плагіату. Піт намагається схопити бурундуків, але їм вдається втекти.
Пізніше вони діляться своїми відкриттями з Еллі і дізнаються, що та не ладнає з капітаном поліції Пластиліном через випадок штурму «Nickelodeon Studios». За допомоги Еллі бурундуки проникають у лазню, щоб украсти фітнес-браслет Піта. Завдяки йому вони відстежують пересування лиходія до складу у порту, де очевидно і утримують Сирогриза. Усередині вони виявляють операційну установку, здатну переводити намальованих персонажів у інші стилі. Бурундуки потрапляють в установку та ледве уникають змінення, лише Чіп отримує вухо, як у Снупі. Наприкінці вони виявляють частини намальованих тіл, зокрема вуса Сирогриза. Прибуває поліція та забирає бурундуків як свідків.
У поліцейській дільниці Чіп і Дейл сперечаються через втрату Сирогриза, але раптово відчувають запах одеколону зниклого колеги. Підозрюючи, що Пластилін або Еллі працюють на Піта Солодуна, вони тікають з дільниці та вирішують знайти когось, знайомого з ФБР. На фан-коні бурундуки зустрічають Стрьомного Соніка та намагаються вмовити його допомогти. Проте їх наздоганяють Піт і його поплічники, які вистежили Дейла завдяки його діям у соціальних мережах. У ході погоні Тигра допомагає впіймати Чіпа, котрого відправляють на склад для змінення. Капітан Пластилін, який також є членом Банди з Долини, що працює на Піта, наводить туди ж Еллі.
Піт змушує Еллі зателефонувати Дейлу, щоб заманити його на склад, але Еллі відправляє зашифроване повідомлення, використовуючи назву своєї улюбленої серії з серіалу про бурундуків. Дейл розуміє, що Еллі в біді, і звертається по допомогу до Пружинки та Ґедзика, котрі тепер одружені та мають багато дітей. Дейл влітає в будівлю на дирижаблі рятівничків, врізаючись у машину для зміни персонажів і деактивуючи її перш ніж вона змінить Чіпа (але встигає повернути йому вухо). Машина ламається, перетворюючи Джиммі на фею, а Піта — на суміш різних персонажів. Поки Еллі бореться з Пластиліном, Піт переслідує Чіпа та Дейла, погоня проходить у тому числі через підпільний знімальний майданчик мокбастерів. Бурундуки заманюють Піта на причал і використовують трюк із серіалу, щоб упіймати його в тенета.
Агенти ФБР на чолі зі Стрьомним Соніком прибувають, щоб заарештувати Піта. Лиходій стріляє в Чіпа з гармати, але Дейл відбиває постріл і непритомніє. Чіп боїться, що Дейл загинув, і вибачається за всі образи, але виявляється, що той вижив завдяки золотій монеті, яку той дав йому напередодні. Бурундуки звільняють із ув'язнення всіх персонажів, у тому числі і Сирогриза, що отримав вуха, як у Дамбо. Дейл знайомить їх із Еллі, яка вирішує відкрити власне детективне агентство. Дейл пропонує перезапустити серіал про рятівничків, проте Чіп наполягає на тому, що хоче поглянути спершу сценарій.
Під час фінальних титрів Банда з Долини перебуває у в'язниці, Сирогризу повертають його вуха, а десь починаються зйомки перезапуску «Чіп і Дейл — бурундучки-рятівнички». Темний плащ зауважує, що без серіалу про нього «нікуди не годиться».

## У ролях
- Джон Малейні — бурундук Чіп, сміливий, оптимістичний, лідер команди рятівничків. Мейсон Бломберг озвучує малого Чіпа.
- Енді Семберг — бурундук Дейл, емоційний безтурботний найкращий друг Чіпа. Дейл зробив собі «3D-операцію», перевівшись у тривимірну графіку. Джульєт Доненфельд озвучує малого Дейла.
- Вілл Арнетт — Піт Солодун, Пітер Пен, який постарів і став кримінальним босом після того, як перестав цікавити продюсерів. Його гібридна версія виконана у тривимірній графіці.
- Ерік Бана — Сирогриз, сирозалежна австралійська миша.
- Кіген-Майкл Кі — Бернсон Сировар, маппет, що працює на Піта. Також озвучує жабу-колегу Чіпа.
- Сет Роґен — Боб, гном-вікінг у стилі «Полярного експреса», що працює на Світ Піта.
- Да'Гон Макдональд — Джиммі, білий ведмідь у стилі «Полярного експреса», який працює на Світ Піта.
- Джей Кей Сіммонс — капітан Пластилін, пластиліновий поліцейський, що розслідує справу про зникнення персонажів, а насправді покриває злочини Піта.
- Кікі Лейн — детектив Еллі Стеклер, нова співробітниця поліції Лос-Анджелеса та затята фанатка «Бурундучків-рятівничків».
- Том Робінсон — Стрьомний Сонік, надмірно людиноподібна версія персонажа з трейлера фільму «Їжак Сонік».
- Денніс Гейсберт — Ґедзик, кімнатна муха. Він одружився з Пружинкою і має від неї 42 дітей.
- Тресс Мак-Нілл — Пружинка, винахідлива миша, дружина Ґедзика, що зберегла дирижабль зі зйомок «Бурундучків-рятівничків».

## Виробництво

### Розробка та підготовка до виробництва
31 січня 2014 стало відомо, що «The Walt Disney Company» розробляє художній фільм на основі мультсеріалу «Чіп і Дейл — бурундучки-рятівнички» з елементами комп'ютерної графіки, аналогічно до серії фільмів «Елвін та бурундуки». Роберт Руган був призначений режисером та сценаристом.
У травні 2019 року Аківа Шиффер став режисером, замінивши Ругана. Ден Грегор та Даг Менд стали сценаристами та переробили попередню версію сюжету, написану Баррі Шварцом. Девід Хоберман та Тодд Ліберман були призначені продюсерами. За виробництво відповідають компанії Walt Disney Pictures та Mandeville Films.

### Підбір акторів
У листопаді 2020 року було оголошено, що Корі Бертон повторить свою роль з оригінального серіалу як голос Вжика. Хоча деякі джерела стверджували, що Бертон також знову озвучить персонажа Дейла, в грудні 2020 стало відомо, що роль дісталася Енді Сембергу. Того ж дня було оголошено, що Джон Малейні озвучить Чіпа, а Сета Рогена також матиме невелику роль.

### Зйомки
Знімальний період розпочався 16 березня 2021 року в Лос-Анджелесі. Оператором став Ларрі Фонг.

## Реліз
Прем'єра фільму відбуласяся на стримінговому сервісі «Disney+» 20 травня 2022 року.

## Оцінки та відгуки
Фільм зібрав 82 % позитивних рецензій від критиків на «Rotten Tomatoes» і стільки ж від пересічних глядачів. На «Metacritic» середня оцінка складає 66/100.
Кларисса Лонгрі у газеті «The Independent» у своєму відгуку сказала, що «найбільш вражаюче, чого тут досягли Шаффер, Грегор і Манд, — це справжній перетин франшиз, міжстудійний шведський стіл із несподіваними камео». На її думку, навіть у коротких зустрічах персонажів різних мультфільмів справді відчувається гумор, навіть якщо вони не рухають сюжет. За словами Лонгрей, фільм "вважає за потрібне як вдатися ностальгії […] так і висміяти її […] «Бурундучки-рятівнички» дещо цинічно ставляться до невдалих фільмів минулого, кепкують із засилля перезапусків і ремейків, але виявляються непоганим наслідуванням «Хто підставив кролика Роджера».
На думку Річарда Віттакера з «Austin Chronicle», фільм потрапив у ту ж пастку, що і «Першому гравцю приготуватися»: він збирає докупи надто багато персонажів у надто різних стилях. Можна відшукати певне задоволення в тому, щоб роздивлятися кадри та впізнавати численні відсилання на відомі мультфільми. Складно визначити, на кого розрахований цей фільм, він і не ставить мету когось розважати, а слугує зразком корпоративної пропаганди «Disney».
Елісон Віллмор писала у «Vulture», що фільм є продуманою самоіронією «Disney», котра використовує вже бачений у «Хто підставив кролика Роджера» сюжет і значною мірою покладається на короткі сцени, які зможуть помітити лише дорослі. «І все ж, незважаючи на всю цю кмітливість, самій історії не вистачає чіткості та загальної послідовності, представляючи світ, у якому захищена авторським правом корпоративна власність — це неволя, а передача публіці — ще гірше […] Зрештою, це все ще продукт „будинку, який побудувала миша“, хоча і вибивається з норми — просто компанія доводить, що може сміятися над собою, якщо жарти не надто різкі. Насправді нікому нічого за це не буде».